# Degema jezik
Degema jezik (ISO 639-3: deg; “dekema”), nigersko-kongoanski jezik uže edoid skupine, kojim govori 10 000 ljudi (1999 SIL) u nigerijskoj državi Rivers.
S još dva jezika engenni [enn] i epie [epi], oba iz Nigerije, čini podskupinu delta. Ima dva dijalekta, atala i usokun.

## Vanjske poveznice
- Ethnologue (14th)
- Ethnologue (15th)